# 菲律賓首都銀行
菲律賓首都銀行（英語：Metropolitan Bank and Trust Company，簡稱Metrobank）大都會銀行及信託公司（Metrobank）是一家菲律賓銀行，截至2024年，其總資產規模位居菲律賓第二大銀行。該公司提供從常規銀行業務到保險等各種金融服務。

## 歷史沿革
菲律賓首都銀行由George S. Ty於1962年9月5日在馬尼拉創立，當時主要服務對象為中小企業與華人社群。隨著業務擴展，該行逐步成為菲律賓資產規模最大、分行網絡最廣的商業銀行之一。
1970年代，Metrobank開始開設海外分行，首站是1975年在香港成立辦事處，並陸續在美國、日本、新加坡、加拿大、台灣及中國大陸等地設立分支機構，成為首批拓展國際市場的菲律賓銀行之一。
1981年，Metrobank獲菲律賓中央銀行授權為「萬能銀行」（Universal Bank），得以提供投資銀行、外匯交易、信託、保險等全方位金融服務，進一步強化其綜合業務能力。
1990年代至2000年代，首都銀行持續擴張國內外業務，並收購全菲儲蓄銀行（PSBank）等子公司，加強零售銀行與消費金融布局。2001年，創辦人George S. Ty將經營權交棒給家族第二代，並持續透過Ty家族控股公司GT Capital控股Metrobank。
2016年，首都銀行於馬卡蒂金融區建成全新總部大樓——首都銀行中心，該摩天大樓成為菲律賓最高的辦公大樓之一，象徵其在國內金融業的地位。
截至2024年，首都銀行總資產達3.52兆披索，分行超過950間，服務橫跨企業金融、零售銀行、投資銀行、資產管理等領域，是菲律賓資本實力最雄厚、分行網路最廣的金融機構之一。

## 業務範圍

### 國內業務
菲律賓首都銀行是國內最大的商業銀行之一，服務涵蓋企業銀行、零售銀行、投資銀行、信託及資產管理、信用卡、保險、汽車與房屋貸款、支付解決方案等多元業務：
- 企業金融：為大企業、中小企業及政府機構提供融資、現金管理、貿易融資、企業收購貸款、基礎建設專案融資等[6]。
- 零售銀行：透過超過950家國內分行和超過2,300台自動櫃員機（ATM），提供存款、個人貸款、信用卡、線上與行動銀行服務[7]。
- 投資與資產管理：旗下Metrobank Trust Banking Group提供信託、基金管理、退休金計畫、遺產規劃等服務，管理資產規模居全國前列[8]。
- 保險與財富管理：透過合資子公司AXA Philippines提供壽險、健康險、投資型保單等；並提供財富管理顧問服務[9]。

### 國際業務
首都銀行自1970年代起即積極拓展國際市場，現於全球多地設有分行、辦事處與附屬公司，專為海外菲律賓人、國際貿易往來及跨國企業提供服務：
- 海外據點：在香港、新加坡、日本、台灣、南韓、中國大陸、美國加州與紐約、加拿大多倫多及溫哥華等地均設有分行或子公司，提供存款、貸款、匯款、外匯買賣、貿易融資等業務。
- 海外菲律賓人匯款：透過Metro Remit及全球超過2萬個合作通路，支援海外菲律賓勞工匯款至國內親屬帳戶，是OFW匯款市場的主要銀行之一。
- 跨國金融服務：為進入菲律賓市場的外資企業提供當地帳戶開設、薪資發放、稅務付款、資金調度及財務顧問等專業服務。

## 事件

### 香港分行開業
首都銀行於1975年在香港開設第一家海外分行，成為當時首批走向國際的菲律賓銀行之一。此舉象徵菲律賓銀行業正式踏上國際化道路，擴展到亞太區市場，主要服務在港的菲律賓移工和企業。

### 高階主管挪用款項案
2017年，首都銀行一名高階資深副總裁Maria Victoria Lopez被控利用職權，偽造貸款文件並開設虛假帳戶，將貸款資金挪用到自己控制的帳戶中，涉案金額約為₱17 至 ₱25 億，成為當年菲律賓最大宗銀行業金融詐騙案件之一。事件曝光後，Metrobank迅速通報監管機構，並與國家調查局合作逮捕涉案人員。該案導致Metrobank股價當日一度暴跌12%，引發外界對該行內控制度與合規機制的質疑；銀行之後表示已全面強化內部稽核流程，避免類似事件再次發生。

### 海外菲律賓人匯款創新高
隨著菲律賓勞工輸出持續成長，首都銀行匯款服務的規模屢創新高。2024全年透過Metrobank Remit管道匯入菲律賓的OFW資金達到USD 344.9億，比2023年成長3%。2025年前兩個月分別維持高速增長，1月OFW匯款USD29.2億、2月USD27.2億。Metrobank表示將持續擴展全球匯款合作通路，以強化在OFW市場的龍頭地位。

## 圖片

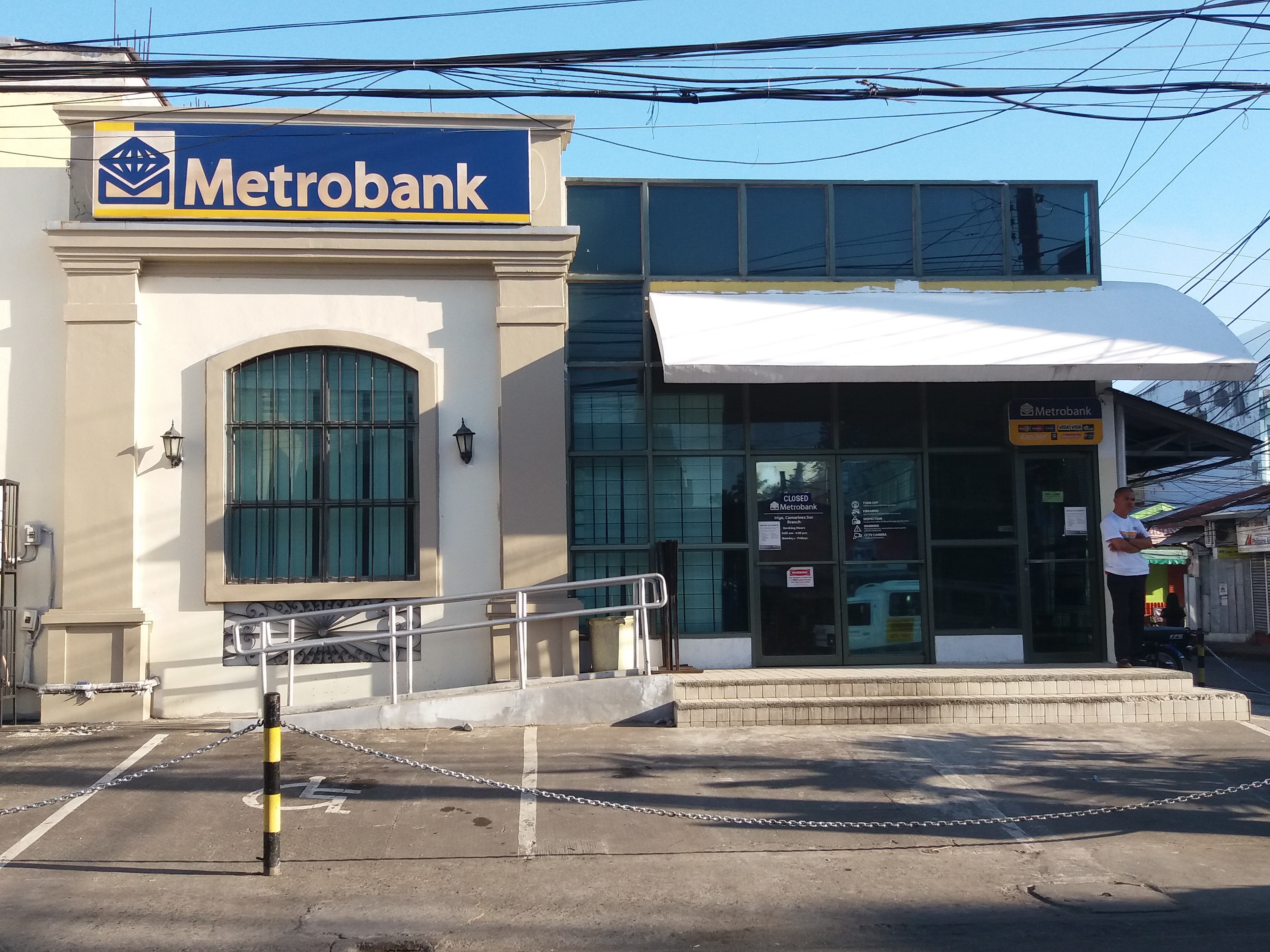
Metrobank分行大樓
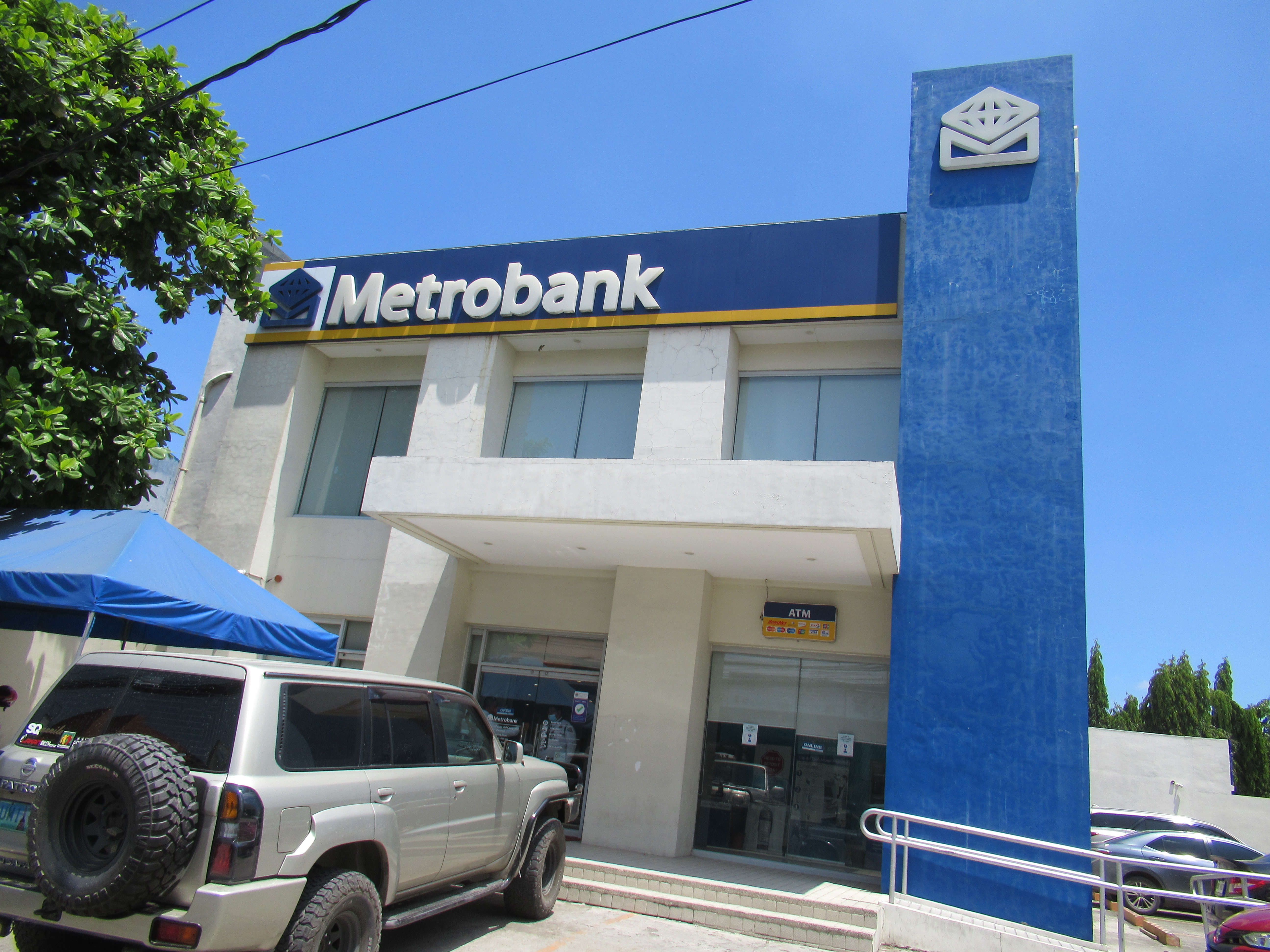
位於布拉干省馬洛洛斯和普利蘭的Metrobank分行